# Антипов, Николай Кириллович
Никола́й Кири́ллович Анти́пов (3 [15] декабря 1894, Лисичкино, Новгородская губерния — 29 июля 1938, Москва) — советский партийный и государственный деятель. Заместитель председателя Совета народных комиссаров СССР, председатель Комиссии советского контроля при Совете народных комиссаров СССР (1935—1937).
Член Центрального исполнительного комитета СССР 1—7 созывов, член Центрального комитета ВКП(б) (1924—1937), кандидат в члены Оргбюро ЦК ВКП(б) (1924—1925, 1928—1930). Расстрелян в 1938 году, реабилитирован посмертно.

## Биография
Родился в Старорусском уезде Новгородской губернии в семье батрака в 1894 году.
После окончания технического училища работал слесарем-механиком на заводах Петрограда и на заводе «Динамо» в Москве. В 1911 году начал революционную работу. В 1912 году вступил в ряды РСДРП(б). В 1913 году был арестован и выслан. В 1914 году был вновь арестован по делу членов Государственной думы и осуждён к году заключения в крепости. Был дважды арестован в Москве. Снова был арестован при провале подпольной типографии в Петрограде и просидел в тюрьме до Февральской революции. В 1917 году был избран членом Петроградского комитета РСДРП(б) и депутатом Петросовета, в октябре 1917 года — членом президиума Петроградского центрального совета фабзавкомов. С декабря 1917 года являлся членом президиума и заместителем председателя ВСНХ РСФСР.
В августе 1918 года был назначен заместителем председателя, а затем (в январе 1919) — председателем петроградской ЧК, сменил В. Н. Яковлеву.
С 1919 года являлся секретарём Казанского губернского комитета РКП(б), председателем Казанского губернского исполкома и членом Реввоенсовета Запасной армии РСФСР, в течение года работал в ЦК транспортников.
В 1920 году был избран членом президиума ВЦСПС. С 1923 года — секретарь Московского комитета РКП(б), в 1924 году — заведующий организационно-распредительным отделом ЦК ВКП(б). С 1925 года — первый секретарь Уральского областного комитета ВКП(б), с 1926 года — второй секретарь Ленинградского губернского исполкома ВКП(б) и секретарь Северо-Западного бюро ЦК ВКП(б).
С 1928 по 1931 годы — наркомпочтель, в 1930—1934 годах возглавлял Всесоюзный совет физической культуры (ВСФК) при ЦИК СССР.
В 1931 году был назначен заместителем наркома Рабкрина. Одновременно входил в состав президиума ЦКК ВКП(б). В 1931—1934 годах — председатель Комитета по изобретательству при СТО. В 1934—1937 годах — член КСК при СНК, в 1934—1935 годах — заместитель председателя КСК при СНК СССР.
26 января — 10 февраля 1934 года был делегатом XVII съезда ВКП(б).
В апреле 1935 года был назначен председателем КСК при СНК СССР и заместителем председателя СНК СССР. Одновременно с 1935 по 1937 годы — заместитель председателя СТО СССР.
Арестован 21 июня 1937 года. Исключён из рядов ВКП(б). На следствии бывший петроградский чекист оговорил множество подчинённых, знакомых и партийных товарищей, чем продлил себе жизнь до лета 1938 года. Внесён в списки «Москва-центр» по 1-й категории от 19 апреля 1938 года, затем 27 июля 1938 года («за» Сталин и Молотов). 28 июля 1938 года ВКВС СССР был приговорён к расстрелу. Расстрелян в ночь на 29 июля того же года вместе с И. С. Уншлихтом, И. А. Пятницким, Я. Э. Рудзутаком, В. Г. Кнориным, М. Л. Рухимовичем и другими. Место захоронения — спецобъект НКВД «Коммунарка».
30 июня 1956 года определением ВКВС СССР посмертно реабилитирован и восстановлен в рядах КПСС.